# Egbert Zimmermann
Egbert Zimmermann (* 19. Februar 1962) ist ein ehemaliger deutscher Fußballspieler und derzeitiger -trainer.

## Sportlicher Werdegang
Zimmermann spielte in der Jugend beim SV Waldhof Mannheim, mit der A-Jugend zog er in der A-Juniorenmeisterschaft 1979/80 ins Endspiel ein. Dort lief er unter anderem an der Seite von Uwe Zimmermann, Ulf Quaisser, Alfred Schön, und den Tsionanis-Brüdern Pantelis und Dimitrios auf, zusammen mit Uwe Rahn schoss er einen 2:1-Erfolg über den Nachwuchs des FC Schalke 04 um Wolfram Wuttke, Michael Opitz und Thomas Siewert heraus. Anschließend wechselte er in den Nachwuchs des Bundesligisten VfB Stuttgart, mit dem er das Endspiel der A-Juniorenmeisterschaft 1980/81 erreichte. An der Seite von Andreas Müller und Egon Flad war ihm erneut der letzte Treffer des Spiels vorbehalten, dieses Mal wurde der FC Schalke 04 mit einem 4:0-Erfolg deutlicher besiegt.
Zimmermann debütierte anschließend für die Amateurmannschaft des VfB Stuttgart in der Oberliga Baden-Württemberg, wo er unter Trainer Willi Entenmann an der Seite von Etepe Kakoko, Herbert Briem, Peter Assion und Rainer Adrion auflief. 1982 wechselte er gemeinsam mit Kakoko zum 1. FC Saarbrücken in die Oberliga Südwest. Unter Trainer Uwe Klimaschefski wurde die Mannschaft Oberligameister, mit 14 Saisontoren war Zimmermann hinter Michael Blättel (25 Saisontore) gleichauf mit Kakoko zweitbester vereinsinterner Torschütze. In der 2. Bundesliga war er in der Spielzeit 1983/84 über weite Strecken nur noch Ergänzungsspieler, so dass er im Oktober 1984 innerhalb der zweithöchsten Spielklasse zum SV Darmstadt 98 weiterzog. Dort bildete er gemeinsam mit Uwe Kuhl und Bruno Labbadia die Offensive des Klubs.
1986 wechselte Zimmermann innerhalb der zweiten Bundesliga zu Alemannia Aachen. Hier spielte er bis zum Abstieg des Klubs in die Oberliga am Ende der Spielzeit 1989/90. Dabei erzielte er in 114 Zweitligaspielen 20 Tore für die Mannschaft vom Tivoli. Anschließend ging er zum Mitabsteiger SpVgg Unterhaching, mit dem er als Vizemeister der Bayernliga in der Spielzeit 1990/91 sich für die Deutsche Amateurmeisterschaft 1991 qualifizierte, bei dem die Mannschaft als Gruppenzweiter den Finaleinzug verpasste. Als Meister der Folgesaison vor dem TSV Vestenbergsgreuth und der SpVgg Fürth schaffte die Mannschaft in der Aufstiegsrunde die Rückkehr in die 2. Bundesliga, dabei war Zimmermann nunmehr nur noch Ergänzungsspieler. Daher wechselte er zurück nach Rheinland-Pfalz zu Eintracht Trier, auch hier spielte er in den folgenden Jahren um den Zweitligaaufstieg. 1995 ging er zum Luxemburger Klub Avenir Beggen, ehe er beim VfL Trier seine Karriere ausklingen ließ.
Ende der 1990er Jahre übernahm Zimmermann als Spielertrainer das Traineramt beim Südwest-Oberligisten SV Prüm, der jedoch mit finanziellen Problemen zu kämpfen hatte. 2000 übernahm er den FK Pirmasens, der aus der Regionalliga abgestiegen war. Da der angestrebte Wiederaufstieg in Ferne geriet, wurde er Mitte April 2001 nach drei Niederlagen in Serie entlassen. Bereits zwei Wochen später trat er den nächsten Trainerposten an, als er bis zum Saisonende den SC Hauenstein betreute.
2005 absolvierte Zimmermann an der Seite von weiteren Ex-Profis wie Thomas Häßler, Thorsten Fink, Antoine Hey, Oliver Reck und Edgar Schmitt die Ausbildung zum Fußball-Lehrer. Anschließend war er als Spielerbeobachter für den VfL Wolfsburg tätig, wo er den Kauf von Grafite empfahl, und später arbeitete er mit Fink während dessen Zeit als Cheftrainer des FC Ingolstadt als Spielerbeobachter zusammen. Im Sommer 2009 holte sein ehemaliger Trierer Mannschaftskamerad Matthias Hamann ihn in sein Trainerteam beim LASK Linz. Gemeinsam wurden sie Anfang Februar des folgenden Jahres freigestellt.
Im Sommer 2017 kam es zu einer erneuten Vereinigung mit Fink, als dieser Zimmermann als Trainerassistent zu Austria Wien holte. Als dieser im Februar 2018 gefeuert wurde, übernahm Zimmermann zunächst interimistisch das Training. Schnell wurde jedoch mit Thomas Letsch ein Nachfolger gefunden, so dass er in keinem Spiel verantwortlich an der Seitenlinie stand. Im Sommer endete sein Engagement beim Klub.
Im Juli 2020 übernahm Zimmermann das Traineramt beim zyprischen Klub Podosfairikos Omilos Xylotymbou 2006 in der Second Division.